# Massamba Kilasu
Massamba Kilasu (Congo Belga, 22 de dezembro de 1950 – Kimbanseke, 25 de junho de 2020) foi um futebolista congolês que atuou na seleção do Zaire (atual República Democrática do Congo) em 1974, na primeira e única vez em que Zaire se classificou para uma Copa do Mundo FIFA. No mesmo ano, também jogou no Campeonato Africano de Nações, conquistando o título.
Morreu no dia 25 de junho de 2020, em Kimbanseke.